# 남포군
남포군(藍浦郡)은 지금의 충청남도 보령시 남부에 있었던 행정 구역이다. 1914년 보령군에 통폐합되었다.

## 역사
(링크)
본래 백제의 사포현(寺浦縣)이었는데, 757년(경덕왕 16) 남포로 고쳐 서림군(西林郡)의 영현(領縣)이 되었다. 1018년(현종 9) 가림현(嘉林縣)에 속하였다가, 뒤에 감무(監務)를 두었다.
1380년(우왕 6) 왜구의 침입으로 주민들이 사방으로 흩어 졌다가, 1390년(공양왕 2) 진(鎭)을 두어 흩어진 백성을 소집하였다. 1397년(태조 6) 병마절제사(兵馬節制使)를 두어 현사(縣事)를 겸하게 하였다. 1466년(세조 12) 진을 혁파하고 현감(縣監)을 두었다.
1895년(고종 32)홍주부 남포군, 1896년충청남도 남포군이 되었다가, 1914년 행정구역개편에 따라 보령군에 편입되어 남포·웅천(熊川)·주산(珠山)·미산(嵋山)면으로 되었다. 1995년 보령군과 대천시가 통합되어 이 시에 속하게 되었다.

## 1914년 이후
| 통폐합 전             | 통폐합 후 (서천군) | 통폐합 후 (서천군)                                                                             |
| 구 행정구역           | 신 행정구역        | 신 행정구역                                                                                    |
| --------------------- | ------------------ | ---------------------------------------------------------------------------------------------- |
| 남포군 웅천면(熊川面) | 웅천면             | 관당리, 구룡리, 노천리, 대천리, 독산리, 두룡리, 소황리, 죽청리, 황교리                         |
| 남포군 고읍면(古邑面) | 웅천면             | 대창리, 성동리, 수부리, 평리                                                                   |
| 남포군 군내면(郡內面) | 남포면             | 달산리, 옥동리, 옥서리, 읍내리                                                                 |
| 남포군 신안면(新安面) | 남포면             | 신흥리, 양기리, 양항리, 월전리                                                                 |
| 남포군 북내면(北內面) | 남포면             | 봉덕리, 삼현리, 소송리, 제석리, 창동리                                                         |
| 남포군 북외면(北外面) | 미산면             | 개화리, 도화담리, 성주리, 풍계리                                                               |
| 남포군 심전면(深田面) | 미산면             | 남심리, 내평리, 녹전리, 대농리, 도흥리, 봉성리, 삼계리, 옥현리, 용수리, 은현리, 평라리, 풍산리 |
| 남포군 불은면(佛恩面) | 주산면             | 동오리, 삼곡리, 창암리, 화평리, 황율리                                                         |
| 남포군 습의면(習衣面) | 주산면             | 금암리, 유곡리, 신구리, 야룡리, 주야리, 증산리                                                 |